# 이태형 (천문학자)
이태형(李泰炯, 1964년 12월 11일~)은 대한민국의 천문학자이자 도시계획학자이다.
강원도 춘천시 출신으로 1989년에 대한민국 최초의 별자리 안내서인 《재미있는 별자리 여행》을 출간했다. 이 책은 30만 부가 팔리며 대한민국에 별자리 열풍을 불러왔다. 1998년 9월에는 한국인으로는 최초로 소행성 23880을 발견하여 통일로 이름붙였다.  2001년에는 우리나라 최초의 시민천문대인 영월별마로천문대와 대전시민천문대를 기획하고 운영하였으며, 2011년에는 조선시대 화가 신윤복의 그림 '월하정인'의 제작연대를 천문학적으로 고증하여 발표하였다. 현재 (주)천문우주기획의 대표이사 및 충주고구려천문과학관 관장이다.

## 소속
- (주)천문우주기획 대표이사
- 충주고구려천문과학관 관장
- 강서별빛우주과학관 명예관장

## 학력
- 서울대학교 자연과학대학 화학과 졸업 (1983년 입학, 1987년 졸업.)
- 서울대학교 환경대학원 도시계획전공 졸업 (1993)
- 경희대학교 대학원 우주과학과 박사과정 수료 (2004)
- 중앙대학교 대학원 도시계획 및 부동산학과 박사 (2019)

## 약력
- 충남대학교 천문우주과학과 겸임교수(2002~2014)
- YTN 시청자위원 (2012.10 ~ 2014.9)
- 조선일보 과학 자문위원 (2001~2003)
- 한국과학기자협회 명예회원, 한국과학언론인회, 한국과학저술인협회 정회원
- 과학기술 앰베서더
- 서울대학교 및 전국대학생 아마추어천문회 회장 (1985)
- 중앙일보, 천문대 주최 제 3회 천체사진 공모전 대상 (1995)
- 국내 최초 소행성 발견 (1998), ‘23880 통일’로 명명 (2001)
- 과학기술부 신지식인 선정 (1999)
- 사단법인 한국아마추어천문학회 회장 (2001∼2005)
- 대전 시민 천문대 대장 (2001~2002)
- 교육과학기술부 차세대교과서(고등학교) 집필위원(지구과학) (2004~2006)
- 교육과학기술부 교육과정 심의위원(지구과학) (2005~2008)
- 조선시대 화가 신윤복의 월하정인 제작 일자 고증 (2011)

## 저서
- 《재미있는 별자리 여행 보관됨 2023-09-07 - 웨이백 머신》 (1989. 김영사)
- 《별밤 365일》 (1990. 현암사)
- 《쉽게 찾는 우리 별자리》 (1993. 현암사)
- 《YTN 사이언스플러스 어린이우주백과 10권》 (2005. 리틀어문각)
- 《별난 선생님이 들려주는 우주견문록》 (2009. 사이언스주니어)
- 《이태형의 별자리여행》 (2012. 나녹)
- 《어린왕자와 함께 떠나는 별자리여행》 (2015. BookStar)
- 《재미있는 별자리 여행[깨진 링크(과거 내용 찾기)](출간 34주년 기념 개정판)》 (2023. 김영사)

## 기타
- KBS TV 방송 특강 및 과학 콘서트 출연
- KBS, MBC, SBS, YTN 뉴스 천문학 자문 교수로 다수 출연
- 국내 최초 시민천문대 기획 (1999. 영월, 대전, 김해)
- YTN 사이언스 별별과학 진행
- KBS 1라디오 일요일 아침입니다. ‘알고 보면 재미있는 별이야기’(일 오전 8:30~8:40)
- 국방FM(96.7Mhz) ‘우주를 보면 미래가 보인다’ 진행(매주 화요일 오후 4:25~4:45)